# Masaniello

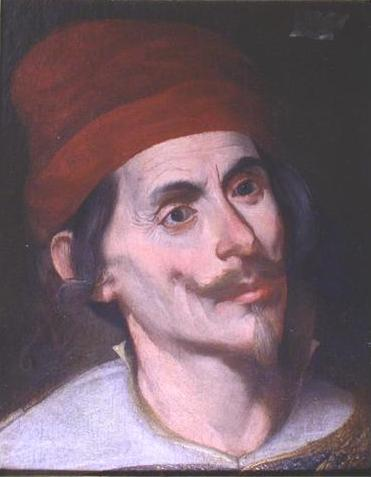
Masaniello. Porträtt utfört av Onofrio Palumbo cirka 1647.

Masaniello, egentligen Tommaso Aniello d'Amalfi, född den 29 juni 1620 i Neapel, död den 16 juli 1647 i Neapel, var en neapolitansk upprorsledare.
Masaniello var till yrket fiskare och frukthandlare. Allmänt missnöje rådde i Neapel, som då lydde under Spanien, över det spanska utsugningssystemet och det despotiska styrelsesättet, och då vicekungen, hertigen av Arcos, 1647 ytterligare betungade folket genom skatt på frukt och grönsaker, ställde sig Masaniello i spetsen för de missnöjda, stormade den 7 juli samma år tullhusen och tvingade vicekonungen att genom ett formligt fördrag den 13 juli avskaffa alla nya pålagor. Berusad av framgången, hängav Masaniello sig åt utsvävningar och uppträdde despotiskt även mot gamla vänner. Till följd därav blev han redan några dagar senare mördad. Upproret blossade sedan åter upp, men kuvades följande år av don Johan av Österrike den yngre. Masaniellos uppträdande har givit stoffet till exempelvis Scribes och Delavignes opera Den stumma från Portici (med musik av Auber) och till en dikt av Snoilsky.